# Paederia pilifera
Paederia pilifera är en måreväxtart som beskrevs av Joseph Dalton Hooker. Paederia pilifera ingår i släktet Paederia och familjen måreväxter. Inga underarter finns listade i Catalogue of Life.